# Asko Ensemble
L'Asko Ensemble est un orchestre de chambre néerlandais fondé en 1965 et spécialisé dans le répertoire de la musique contemporaine. En 2008, il fusionne avec le Schönberg Ensemble pour former depuis lors l'Asko/Schönberg Ensemble, actif depuis 2009.

## Historique
L'Asko Ensemble a publié de nombreux enregistrements des œuvres, entre autres, de György Ligeti, Louis Andriessen, Olivier Messiaen, Edgar Varèse, Claude Vivier, Bruno Maderna, Elliott Carter et Iannis Xenakis. L'ensemble se produit régulièrement en duo avec l'Ensemble Schönberg et ne dispose pas d'un chef d'orchestre permanent. Il est régulièrement dirigé par Riccardo Chailly, Oliver Knussen, Reinbert de Leeuw, George Benjamin, Stefan Asbury et Peter Rundel.

## Discographie sélective
- Grisey : Les Espaces acoustiques dirigés par Stefan Asbury chez Kairos (2005)
- Œuvres de Brian Ferneyhough dirigées par Jonathan Nott chez Montaigne (2003)
- Œuvres de Claude Vivier dirigées par Reinbert de Leeuw chez Philips (1996)